# Thomas Sowell
Thomas Sowell (* 30. června 1930, Gastonia, Severní Karolína) je americký ekonom a sociální teoretik. Od roku 1980 je členem Hooverova institutu v Kalifornii. Je znám především jako stoupenec libertariánského konzervatismu a ekonomie nabídkové strany a odpůrce pozitivní diskriminace.

## Život

### Mládí
Sowell se narodil v Gastonii v Severní Karolíně. Jeho otec zemřel krátce před jeho narozením. Zanechal za sebou Sowellovu matku, uklízečku, která už měla čtyři děti. Z toho důvodu byl adoptován a vychováván jeho pratetou. Ve své autobiografii, Personal Odyssey, Sowell napsal, že jeho dětství bylo tak omezené, že nevěděl o existenci blond vlasů. Když bylo Sowellovi 9 let, jeho rodina se přestěhovala z Charlotte v Severní Karolíně do Harlemu v New Yorku za lepšími příležitostmi.
Dostal se na prestižní střední školu Stuyvesant High School, ve věku 17 let musel kvůli finančním potížím jeho rodiny studium přerušit. V tomto období jeho života Sowell musel vykonávat řadu povolání jako například poslíčka pro Western Union nebo strojníka. Krátce na to narukoval do armády a aktivně se účastnil Korejské války.

#### Vyšší vzdělání a začátek kariéry
Po odchodu z armády pracoval ve státní správě a navštěvoval večerní kurzy na Howardské univerzitě. Díky jeho výborným výsledkům ve zkoušce CEEB a doporučení několika profesorů se dostal na Harvardovu univerzitu, kterou v roce 1958 absolvoval magna cum laude v oboru ekonomie. Následující rok získal magisterský titul na Kolumbijské univerzitě.
V tomto období života se Sowell prohlašoval za marxistu. Díky zkušenostem ze stáže ve federální vládě USA však odmítl marxistickou ekonomii ve prospěch volného trhu. Během své práce například objevil souvislost mezi nárůstem minimální mzdy pracovníků v Portorickém cukrovarnickém průmyslu a nárůstem nezaměstnanosti v tomto odvětví. Sowell přišel s teorií, která říkala, že zákon o minimální mzdě byl přijat, proto aby se uchránila pracovní místa státních úředníků a ve skutečnosti neřešil situaci chudých.
Sowell získal titul doktora filozofie v oboru ekonomie na universitě v Chicagu v roce 1968. Jeho disertační práce měla název „Say's Law and the General Glut Controversy“.

#### Kariéra
Od roku 1965 do roku 1969 působil jako profesor ekonomie na Cornellově universitě. Zajímavostí je, že popisoval nové afroamerické studenty jako „chuligány“ s „vážnými akademickými problémy, kteří byli přijati za nižších akademických standardů“ také poznamenal, „že se během čtyř let, co učil na univerzitě, nesetkal s rasismem namířeným vůči těmto studentům.“
Sowell vyučoval ekonomii na Howardské, Rutgerské, Cornellově a Brandeiské univerzitě. Působil rovněž na Amherst College a na Kalifornské univerzitě v Los Angeles. Od roku 1980 působí v Hooverově institutu na Stanfordově univerzitě, kde je držitelem stipendia pojmenovaného po Rose a Miltonovi Friedmanovi, jeho mentorovi.
V roce 1987 Sowell svědčil ve prospěch soudce federálního odvolacího soudu Roberta Borka během jednání o nominaci Borka do Nejvyššího soudu USA. Sowell ve svém svědectví uvedl, že Bork byl „nejkvalifikovanějším kandidátem jeho generace“.

## Myšlenky
Témata Sowellova psaní sahají od sociální politiky týkající se rasy, etnických skupin, vzdělávání a rozhodování, přes klasickou a marxistickou ekonomii až po problémy dětí se zdravotním postižením.
Sowell měl celonárodně publikovaný sloupek, který byl publikován v časopisech jako Forbes, National Review, The Wall Street Journal, The Washington Times, The New York Post a dalších významných novinách, a také online na webech jako RealClearPolitics, Townhall, WorldNetDaily a Jewish World Review. Sowell se soustřeďuje na aktuální problémy, které zahrnují liberální zaujatost médií, soudní aktivismus intaktní dilatace a extrakce (běžně známé jako a popsané v Federálním zákoníku USA jako částečný potrat, minimální mzdu, všeobecné zdravotní péče, napětí mezi vládními politikami a podobnou americkou problematiku.
27. prosince 2016 Sowell oznámil konec své publikované rubriky a napsal, že ve věku 86 let „otázkou není, proč přestávám, ale proč jsem v tom tak dlouho vydržel,“ a uvedl touhu soustředit se na jeho hobby, kterým je fotografování.

### Ekonomie
I když je často označován za černého konzervativce, uvedl, že dává přednost tomu, aby nijak označován nebyl: „Raději bych žádnou nálepku neměl, ale myslím si, že označení „libertarián“ by mi vyhovovalo lépe než mnoha jiným, i když nesouhlasím s libertariánským hnutím v řadě věcí.“ Sowell píše především o ekonomických tématech a obecně obhajuje přístup ke kapitalismu založeném na volném trhu. Též se staví proti Federálnímu systému rezerv a tvrdí, že v prevenci hospodářských depresí a omezení inflace není úspěšný. Sowell popsal své studium Karla Marxe ve své autobiografii; v níž se staví proti marxismu a kritizuje ho ve své knize Marxismus: filozofie a ekonomie (v originále Marxism: Philosophy and Economics).
Sowell také napsal trilogii o ideologiích a politických pozicích, a to A Conflict of Visions (tj. „Konflikt vizí“), ve které hovoří o původu politických sporů. The Vision of the Anointed (tj. „Vize pomazaných“), ve které srovnává konzervativní / libertariánské a liberální / progresivní světonázory a The Quest for Cosmic Justice (tj. „Hledání vesmírné spravedlnosti“), ve které, stejně jako v jeho mnoha dalších spisech, nastiňuje svou tezi o potřebách intelektuálů, politiků a vůdců napravit a zdokonalit svět do utopické podoby. Mimo trilogii, ale také na toto téma, napsal Intellectuals and Society (tj. „Intelektuálové a společnost“), v čemž navázal na svou dřívější práci, ve které pojednává o slepé aroganci a pošetilosti intelektuálů v různých oblastech.
Jeho kniha Knowledge and Decisions (tj. „Znalosti a rozhodnutí“) oceněná v roce 1980 cenou Law and Economics Center Prize, byla označena za „přelomové dílo“, které bylo vybráno pro tuto cenu „pro svůj přesvědčivý přínos k pochopení rozdílů mezi tržním a vládním procesem“. Při vyhlašování ceny ocenilo centrum Sowella, jehož „přínos k našemu pochopení procesu regulace by sám o sobě učinil knihu významnou, ale tím, že znovu zdůrazňuje rozmanitost a efektivitu, kterou trh umožňuje, jde jeho práce hlouběji a stává se dokonce ještě významnější.“ Friedrich Hayek napsal: „Zcela originálním způsobem se Sowellovi podařilo převést abstraktní a teoretickou argumentaci do velmi konkrétní a realistické diskuse o hlavních problémech současné hospodářské politiky.“
Sowell je také zastáncem dekriminalizace všech drog. Je proti zákonům o kontrole zbraní a tvrdí, že „v souhrnu nezachraňují životy, ale stojí životy“.

#### Rasa
Thomas Sowell i přes svou etnicitu nevěří na systémový rasismus a pokládá ho za propagandu. Sowell tvrdí, že systémový rasismus je neověřená a pochybná hypotéza, a napsal: „Myslím, že ani lidé, kteří ji používají, nemají jasnou představu o tom, co říkají.“ 

#### Politika
Ve sloupku nazvaném „The Bush Legacy“ Sowell vyhodnotil prezidenta George W. Bushe jako „různorodého“, ale „čestného muže“. 
Sowell byl velmi kritický vůči republikánskému prezidentskému kandidátovi Donaldu Trumpovi a oficiálně v únorovém článku podpořil v republikánských prezidentských primárkách 2016 Teda Cruze. 
Dva týdny před volbami v roce 2016 vyzval Sowell voliče, aby volili Donalda Trumpa místo Hillary Clintonové. Věřil, že Trump bude snadněji sesaditelný. V roce 2018, když byl dotázán na Trumpovo prezidentství, Sowell odpověděl: „Myslím, že je lepší než předchozí prezident.“
V březnu 2019 Sowell komentoval reakci veřejnosti na obvinění mainstreamových médií, že prezident Trump je rasista: „Co je tragické, tak že je tolik lidí, kteří prostě reagují na slova, než aby se ptali sami sebe: Je to, co tato osoba říká, pravda? mohu to zkontrolovat? A tak dále.“ O měsíc později znovu bránil Trumpa proti mediálním obviněním z rasismu a uvedl: „Neviděl jsem žádné důkazy. A bohužel žijeme v době, kdy nikdo neočekává důkazy. Stačí zopakovat některá známá slova a lidé budou reagovat do značné míry tak, jak byl Pavlovův pes podmíněn reagovat na určité zvuky.“
V roce 2020 Sowell uvedl, že pokud demokratický prezidentský kandidát Joe Biden zvítězí v amerických prezidentských volbách v roce 2020, mohlo by to pro Spojené státy znamenat bod, z něhož nebude návratu, bod zlomu podobný pádu Římské říše. V rozhovoru v červenci 2020 uvedl, že; „Římská říše ve své dlouhé historii překonala mnoho problémů, ale nakonec dosáhla bodu, kdy už nemohla pokračovat, a hodně z toho bylo zaviněno problémy uvnitř, nejen barbary útočícími zvenčí.“ Sowell také napsal, že pokud by se Biden stal prezidentem, Demokratická strana by získala obrovskou kontrolu nad zemí, a pokud by se tak stalo, mohla by se spojit s „radikální levicí“ a mohly by se uskutečnit nápady, jako je například zrušení policie.